# Мёбиус, Карл Август
Карл Август Мёбиус (нем. Karl A.Möbius; 7 февраля 1825, Айленбург — 26 апреля 1908, Берлин) — немецкий зоолог и ботаник, один из родоначальников экологии, первый директор Музея естествознания в Берлине.

## Молодость
Мёбиус родился в Айленбурге (Саксония). В четыре года он поступил в начальную школу Айленбурга, а в возрасте 12 лет отец отправил его учиться на преподавателя. В 1844 Карл с отличием сдал все экзамены и поступил на работу учителем в Зезене, на северо-западной границе гор Гарц. В 1849 году Мёбиус начал изучать естествознание и философию в Берлинском университете имени Гумбольдта. Окончив университет, Карл начинает преподавать зоологию, ботанику, минералогию, географию, физику и химию в высшей школе Джоанна в Гамбурге.

## Вклад в развитие экологии
В 1863 году Мёбиус открывает первый в Германии морской аквариум в Гамбурге. В 1868 году, получив степень доктора наук в Галле-Виттенбергском университете, Карл становится профессором зоологии в университете Киля и директором Зоологического Музея. Среди интересов Мёбиуса одно из главных мест занимали морские животные, именно им был посвящён его первый научный труд (нем. Die Fauna der Kieler Bucht, написан в соавторстве с Хайнрихом Адольфом Мейером, опубликован в двух томах — в 1865 и 1872 годах соответственно); также в нём были отражены многие проблемы экологии морей.
В 1868—1870 годах Мёбиус изучал экологию среды обитания устриц, главным образом для того, чтобы выяснить возможность разведения устриц в прибрежных зонах Германии. По этому вопросу Мёбиусом были написаны две работы: «Разведение устриц и мидий в прибрежных водах Северной Германии» (нем. Über Austern- und Miesmuschelzucht und Hebung derselben an der norddeutschen Küste, опубликована в 1870 году) и «Устрицы и устричные фермы» (нем. Die Auster und die Austernwirtschaft), в которых он подвёл итог своих исследований — разведение устриц в Северной Германии практически невозможно. Мёбиус подробно описал взаимодействия различных организмов, обитающих на побережьях, и ввёл понятие «биоценоз», ставшее ключевым термином синэкологии.
Как ботаник Мёбиус занимался изучением водорослей.
В 1888 году Мёбиус стал управляющим Зоологических Коллекций в Берлинском Музее Естествознания и профессором систематики и биогеографии в университете Гумбольдта, где преподавал до 1905 года, после чего оставил работу (в возрасте 80 лет).